# Jan Václav Hugo Voříšek
Jan Václav Hugo Voříšek (11. května 1791 Vamberk – 19. listopadu 1825 Vídeň) byl český hudební skladatel, klavírista, varhaník a dirigent, přezdívaný „český Beethoven“.

## Životopis
Jan Václav Hugo Voříšek se narodil ve Vamberku v rodině ředitele školy, sbormistra a varhaníka. Otec jej také vyučoval hudbě, povzbuzoval ho ve hře na klavír a pomohl mu získat stipendium pro studium na Karlo-Ferdinandově univerzitě v Praze.
Ačkoliv obdivoval hudbu Wolfganga.Amadea Mozarta, více jej přitahoval romantismus Ludwiga van Beethovena. V roce 1813 se přestěhoval do Vídně, aby zde mohl studovat právo; doufal, že se zde setká s Beethovenem. To se mu jako začínajícímu skladateli skutečně podařilo roku 1814. K dalším význačným hudebníkům a skladatelům, se kterými se setkal, patří Louis Spohr, Ignaz Moscheles, Johann Nepomuk Hummel a Franz Schubert, s nímž se spřátelil.
Studium práva dokončil roku 1822; poté byl jmenován na místo konceptního praktikanta u dvorské vojenské rady.
Stal se uznávaným skladatelem orchestrální, vokální a klavírní hudby. Roku 1818 se stal dirigentem Spolku přátel hudby (Gesellschaft der Musikfreunde). Roku 1822 získal u císařského dvora místo druhého a v roce 1823 prvního varhaníka a začal vyučovat hru na klavír. K jeho žákům patřili i lidé z nejvyšších kruhů, především Napoleon II., syn Napoleona Bonaparte a Marie Luisy.
Jan Václav Voříšek onemocněl tuberkulózou, nepomohl mu ani ozdravný pobyt ve Štýrském Hradci v roce 1824 a zemřel roku 1825 ve věku 34 let. Byl pochován na hřbitově ve Währingu, kde byli později pohřbeni také Franz Schubert a Ludwig van Beethoven. Na místě hřbitova se dnes rozkládá park nesoucí jméno Franze Schuberta. Schubertovy a Beethovenovy ostatky byly později přeneseny na Vídeňský ústřední hřbitov.

## Dílo

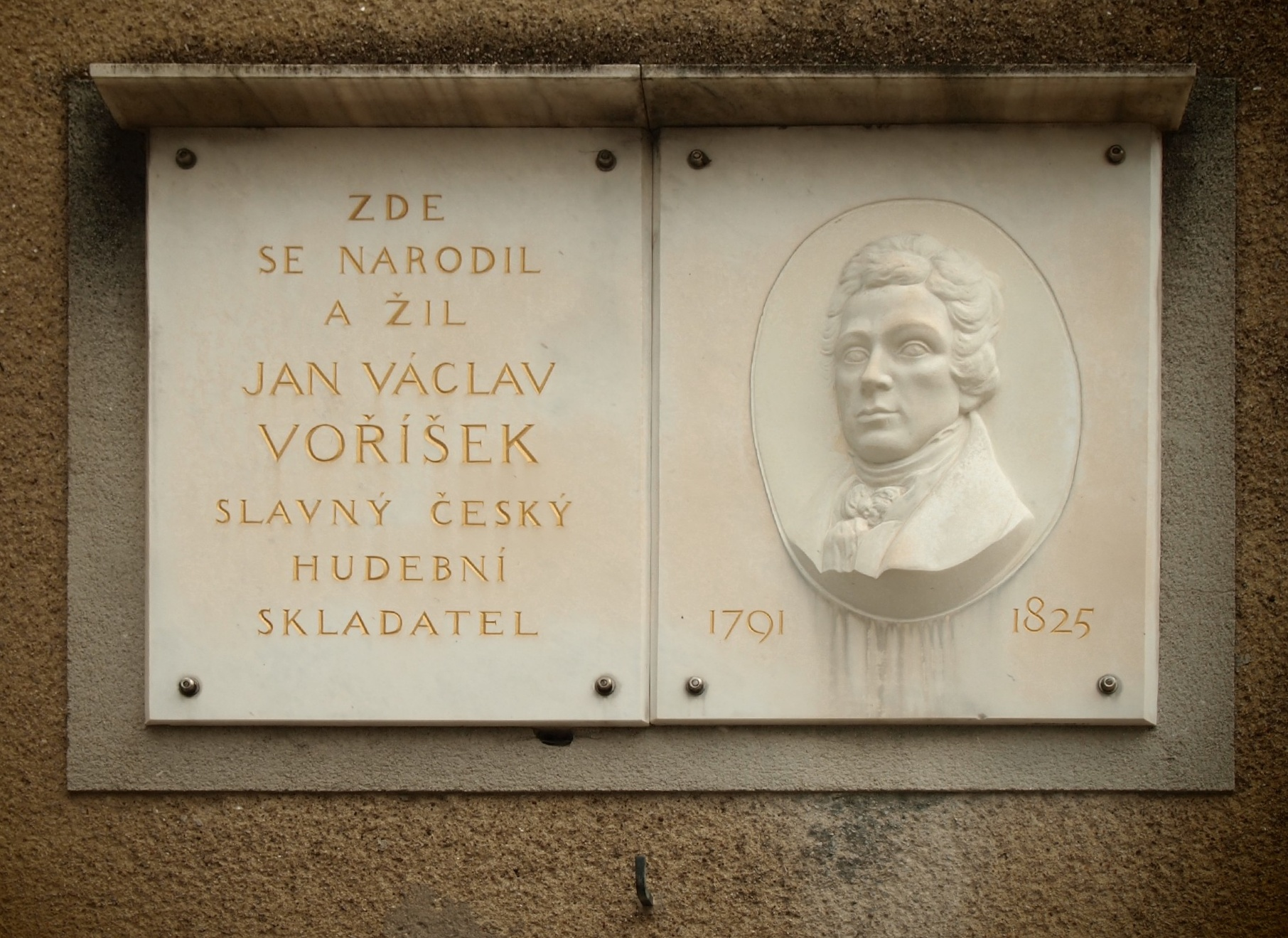
Pamětní deska na rodném domě J.V.H. Voříška ve Vamberku

Jan Václav Voříšek složil jedinou symfonii, a to Sinfonii D-dur v roce 1821. V minulosti byla přirovnávána k prvním dvěma Beethovenovým symfoniím. Jedná se o raně romantické dílo, jehož bohatá melodická invence našla pokračování v díle Franze Schuberta.
Za svého varhanického působení u císařského dvora složil nepříliš rozsáhlou, avšak vynikající slavnostní mši B dur. Společně s jeho symfonií a houslovou sonátou G dur, op. 5, patří k jeho několika málo nahrávaným dílům.
První doložené použití pojmu impromptu pochází z roku 1817 a má souvislost s jeho dílem; tento výraz tehdy použil časopis Allgemeine musikalische Zeitung, aby popsal jeho klavírní skladbu. Skladby nazývané impromptu později skládali například Schubert a Fryderyk Chopin.
Na jeho typicky českou pastorální zpěvnost navázali Bedřich Smetana i Antonín Dvořák.
- op. 1, 12 rapsodií pro klavír
- op. 2, Rondo pro violoncello a klavír
- op. 3, Le Désir pro klavír
- op. 4, Le Plaisir pro klavír
- op. 5, Sonáta G-Dur pro housle a klavír
- op. 6, Variations brillantes C-dur na francouzskou píseň „La sentinelle“ pro klavír a smyčcový orchestr
- op. 7, 6 impromptus pro klavír
- op. 8, Rondo pro housle a klavír
- op. 9, Variace pro violoncello a klavír
- op. 10, 3 písně (Die Abschiedsträne, Eintritt ins Jünglingsalter, Das arme Röschen)
- op. 11, Rondo pro smyčcové kvarteto
- op. 12, Fantaisie pro klavír
- op. 13, Gott im Frühlinge pro soprán, alt, tenor a bas
- op. 14, Variations de bravour pro klavír a orchestr
- op. 15, Liebe pro zpěv a klavír
- op. 16, Grande Ouverture c-moll pro 2 klavíry
- op. 17, Rondeau espagnol d-moll pro klavír a orchestr
- op. 18, Rondeau brillant pro klavír a orchestr
- op. 19, Variace B-dur pro klavír
- op. 20, Sonata quasi una fantasia in b-moll pro klavír
- op. 21, 3 písně (An Sie, Der Frühlingsregen, Das Täubchen) pro zpěv a klavír
- op. 22, Tripelrondo pro housle, klavír a violoncello s obligátním doprovodem orchestru
- op. 23, Sinfonie D-dur (1821)
- op. 24, Missa solemnis in B-dur